# Gabriela Toscano
Gabriela Rosana Toscano (Montevidéu, 25 de outubro de 1965) é uma atriz uruguaia. É nascida no Uruguai, mas reside na Argentina.
Atuou tanto no teatro, como no cinema e na televisão. Em 2015 interpreta Clara na telenovela argentina Esperanza mía.
Recebeu em 2010 o prêmio Cóndor de Plata por sua atuação em Las viudas de los jueves. Em 2013 foi premiada com o Premio ACE por Love, love, love, no teatro. Detém ainda dois prêmios Martín Fierro.
É casada com o ator argentino Carlos Rivas.

## Televisão
- Quiero vivir a tu lado (2017) – Susan Cordero[11]
- Esperanza mía (2015) – Clara
- El puntero (2011) – Clara[12]
- Para vestir santos (2010) – Susana
- Variaciones (2008) – Lorena
- Mujeres Asesinas 3 (2007) – Rita
- Amas de casa desesperadas (2006) – Susana Martín
- Son amores (2002) – Graciela 'Chela' Rigolé
- Culpables (2001) – Daniela
- Primicias (2000) – Victoria
- De Corazón (1997) – Renata
- Apasionada (1993)   – Rosarita
- Grande Pa! (1992)  – Doctora
- Coraje mamá (1985)  – Betina
- Costa Sur (1983)  – Diana
- Rosa de lejos (1980)  – Ita Sabrede
- Daniel y Cecilia (1979) – Guillermina
- Novia de vacaciones (1979) – Alejandra

## Cinema
- Las viudas de los jueves (2009) – Mavi
- El Buen destino (2005) – Marión
- No quiero volver a casa (2001)  – Susana
- Atracción Satánica (1990) – Fernanda
- Guerreras y Cautivas (1989)
- Sur (1988)  – Blondi
- Debajo del mundo (1987)
- El exilio de Gardel (1985)   – Maria / Les jeunes danseurs
- Los viernes de la eternidad (1981)
- Las aventuras de Pikín (1977)
- Jacinta Pichimahuida se Enamora (1977)
- Los cuatro secretos (1976)
- Los chicos crecen (1976) – Alejandra
- El sexo y el amor (1974)
- La Mary (1974) – La Mary (niña)
- Luces de mis zapatos (1973)